# Leptoneta huisunica
Leptoneta huisunica är en spindelart som beskrevs av Zhu och I-Min Tso 2002. Leptoneta huisunica ingår i släktet Leptoneta och familjen Leptonetidae.
Artens utbredningsområde är Taiwan. Inga underarter finns listade i Catalogue of Life.